# Université Robert Morris
L'Université Robert Morris (en anglais : Robert Morris University) est une université américaine basée à Moon Township (Pennsylvanie). 
Les Colonials de Robert Morris sont ses équipes sportives.